# Jomtien

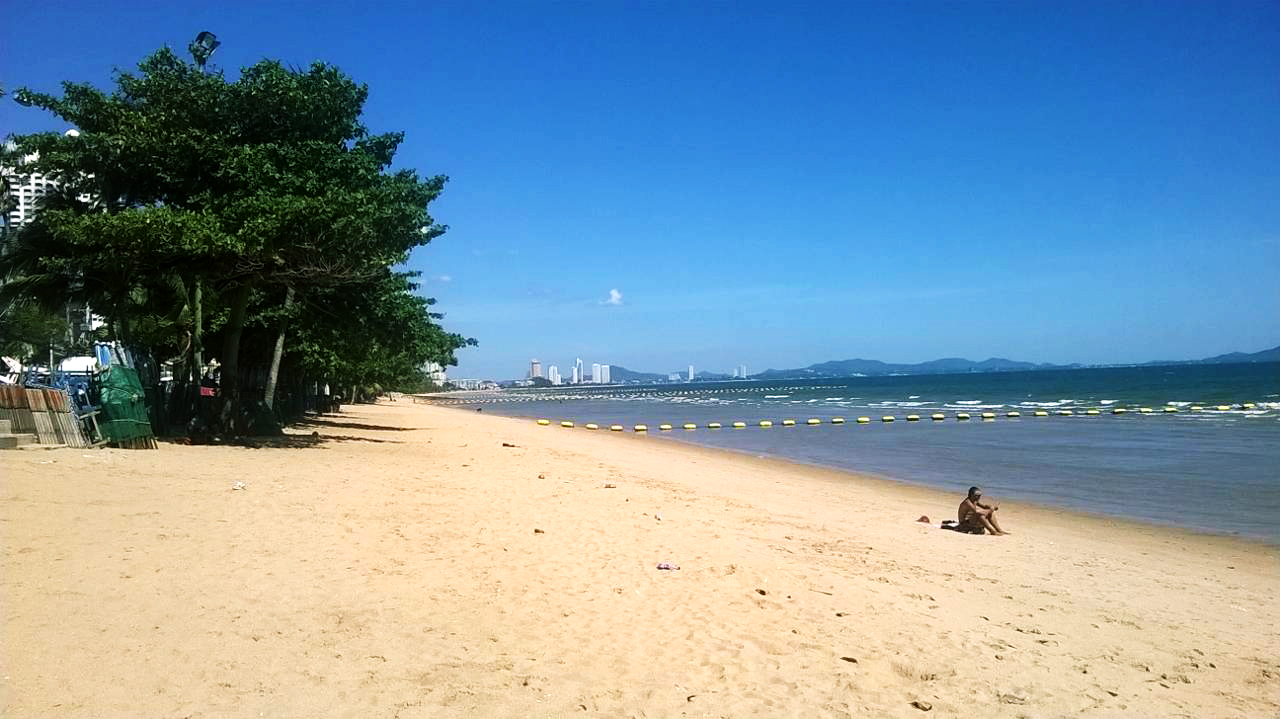
Jomtien beach

Jomtien (จอมเทียน) of Jomtien Beach (หาดจอมเทียน, Haat Jomtien), op verkeersborden en wegenkaarten ook vaak Chom Tian geschreven, is een plaats in het district Bang Lamung van de provincie Chonburi in het oosten van Thailand.
Jomtien ligt aan de Golf van Thailand, circa 150 km ten zuidoosten van Bangkok, grenzend aan de mondaine badplaats Pattaya. Het achterland is vrij vlak en groen met enkele glooïende stukken land.
Jomtien ligt ten zuiden van Pattaya en is vooral bekend door het lange strand, dat langer is dan dat van Pattaya. Ook is het de plaats waar veel Thais een tweede appartement hebben en de familiehotels zijn gevestigd. Het is er rustiger dan in Pattaya zelf, maar het nachtleven ontwikkelt zich ook hier langzaam maar zeker. Jomtien ligt langs de route van Sukhumvit.
Jomtien trekt - met name in het weekend - veel Thaise toeristen. De plaats is over enkele kilometers uitgestrekt langs de kust met voornamelijk hoge hotels en appartementengebouwen. Het strand is wat rommelig en bestaat uit zand en fijngrind. Het centrum is klein en heeft een enkele tientallen restaurants en winkels. Het nabijgelegen Pattaya is echter een grote stad met vele winkels, bars, restaurants, nachtclubs en discotheken en is erg op het toerisme ingesteld.
Ten zuiden van Jomtien ligt de plaats Bang Sarai.